# Cheddon Fitzpaine
Cheddon Fitzpaine est une paroisse civile et un village du Somerset, en Angleterre.